# Hugh Rose, 1. Baron Strathnairn

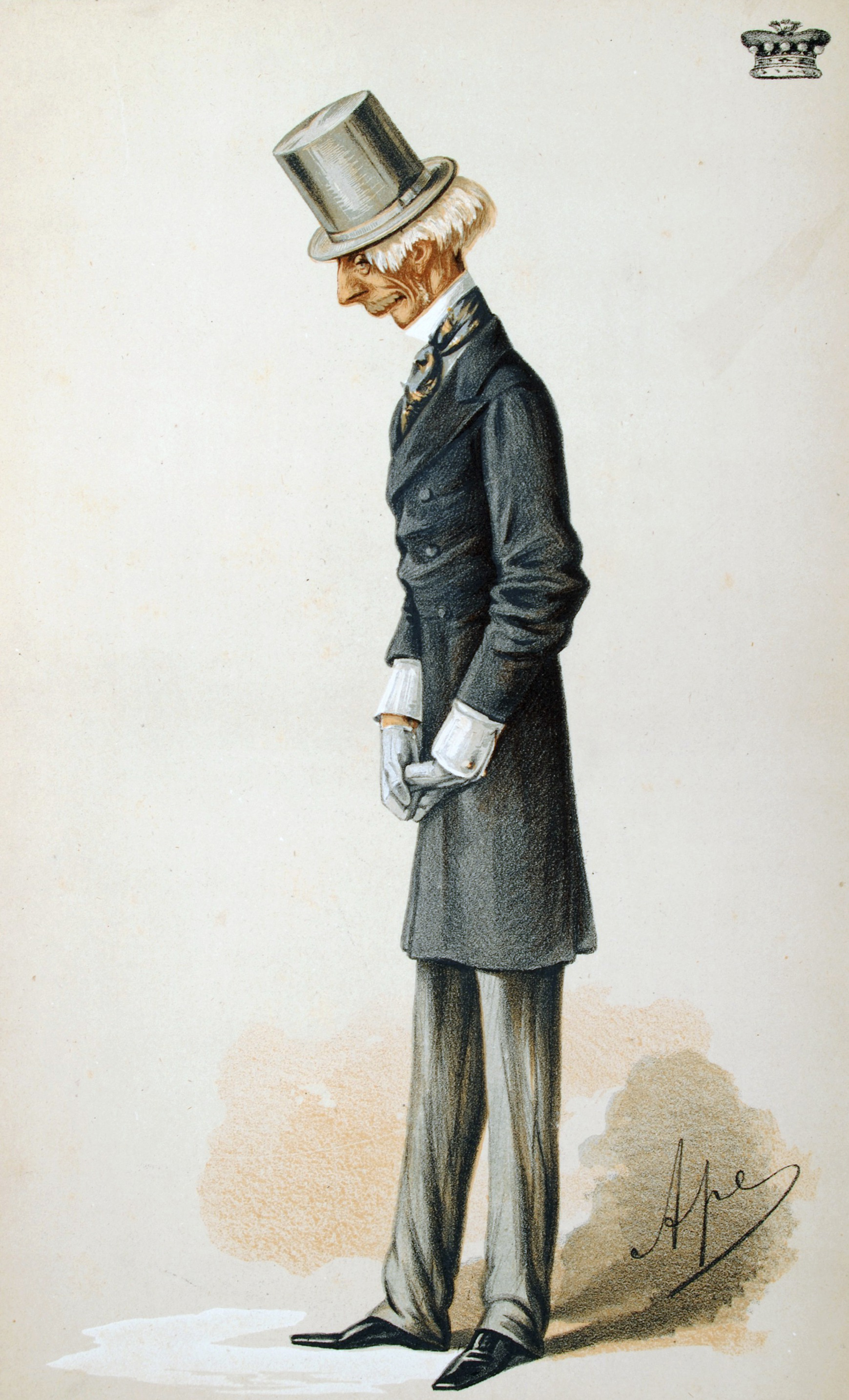
Hugh Rose, 1. Baron Strathnairn von Carlo Pellegrini, 1870

Hugh Henry Rose, 1. Baron Strathnairn GCB GCSI (* 6. April 1801 in Berlin; † 16. Oktober 1885 in Paris) war ein britischer Feldmarschall und ersten britischer Oberbefehlshaber in Indien. Er kämpfte in verschiedenen Kriegen des 19. Jahrhunderts.

## Leben und Wirken
Hugh Henry Rose wurde in Berlin geboren, wo sein Vater Botschafter am preußischen Hofe war.
1838 begann das Osmanische Reich mit der Rückeroberung Syriens, welches 1833 von Muhammad Ali Pascha besetzt wurde. Rose gehörte 1840 zu einer Gruppe britischer Offiziere, die als Berater an diesem Feldzug teilnahmen. 1841 begleitete er Omer Pascha Latas bei den Kämpfen und zeichnete sich erstmals dabei aus. Danach war er britischer Generalkonsul des, durch die Osmanen zurückgewonnen, Syriens.
Im Krimkrieg war er Verbindungsoffizier zu den französischen Truppen unter Marschall Arnaud und er kämpfte in der Schlacht an der Alma und der Schlacht von Inkerman.
Mit Ausbruch des Sepoyaufstandes wurde Rose das Kommando über die Division von Poona übergeben. Er traf im September 1857 ein und übernahm sofort das Kommando über die neu gegründete 'Central Indian Field Force'. Mit dieser war er in mehreren Gefechten siegreich. Am 10. März 1858 erreichte er Jhansi und begann die Stadt zu belagern. Am 1. April 1858 konnte er die Entsatz-Armee unter Führung von Tantya Tope in der Schlacht am Betwa, mit zahlenmäßig deutlich unterlegenen Truppen, schlagen. Am 4. April 1858 nahm er die Stadt ein. Dabei kamen mehr als 3.000 Inder ums Leben. Bei den meisten der Opfer handelte es sich um unbewaffnete Zivilisten. Lakshmibai, der Rani von Jhansi, gelang es, gemeinsam mit ihrem Adoptivsohn und fünfzig Anhängern die Stadt zu verlassen. Rose eroberte im Mai 1858 Lahore, Konch und Kalpi. Im Juni 1858 konnte er, nach einer Krankheit, Gwalior erobern und wurde dafür zum Generalleutnant befördert.
Nach dem Aufstand wurden die Regimenter der East India Company zur Britisch-Indischen Armee und Rose wurde 1861 der erste Oberbefehlshaber in Indien. Von 1865 bis 1870 war er britischer Oberbefehlshaber in Irland.
1866 wurde er zum Baron Strathnairn, of Strathnairn in the County of Nairn and of Jhansi in the East Indies, erhoben. Der Titel erlosch mit seinem Tode, da er niemals verheiratet war und keine männlichen Abkömmlinge hatte.